# Івановський район (Амурська область)
Іва́новський райо́н (рос. Ивановский район, укр. Іванівський район) — адміністративна одиниця (муніципальне утворення) Амурської області Росії. Адміністративний центр — село Івановка.
Належить до Зеленого Клину. До масового зросійщення українці становили більшість (більше половини) населення. У 1920-их роках в районі існувало 93 села, серед них — 24 чисто українських, 58 російських та багато мішаних

## Географія
Район розташований на південному заході Амурської області. Межує із Благовєщенським, Тамбовським, Октябрським, Ромненським та Бєлогорським районами Амурської області. Займає територію 2 643 км². Площа сільськогосподарських угідь — 198 886 гектарів, що становить 12 % від обласного показника.

## Історія
Район був утворений в 1926 році у складі Амурської округи Далекосхідного краю.
30 липня 1930 року Амурська округа, як і більшість інших округ СРСР, була ліквідована, її райони відійшли в пряме підпорядкування Далекосхідного краю. 20 жовтня 1932 року рішенням ВЦИК і СНК РСФСР про нове територіальне ділення і районування краю район був включений до складу новоствореної Амурської області.
Згідно з постановою Президії Далькрайвиконкому від 20 березня 1931 — район часткової українізації, в якому мало бути забезпечено обслуговування українського населення його рідною мовою шляхом створення спеціяльних перекладових бюро при виконкомі та господарських організаціях.
З 1 січня 2006 року відповідно до Закону Амурської області від 16 лютого 2005 року № 440-ОЗ на території району утворені 18 муніципальних утворень (сільських поселень). 30 червня 2008 року законом Амурської області N 75-ОЗ скасоване Успеновське сільське поселення, його територія включена до складу території Івановського сільського поселення.

## Населення
Чисельність населення району становила у 2008 році — 30 562 особи, у 2014 році — 24 743 особи.
За переписом 1926 року населення становило 41 581 особу, з них українців — 25 792 (62 %), росіян — 36 %. Таким чином, українці становили більшість населення.
| Роки      | 1959    | 1970    | 1979    | 1989    | 2002    | 2008    |
| --------- | ------- | ------- | ------- | ------- | ------- | ------- |
| Населення | 22 122  | ▲27 878 | ▲29 996 | ▲32 488 | ▼29 496 | ▲30 562 |
|           |         |         |         |         |         |         |
| Роки      | 2009    | 2010    | 2011    | 2012    | 2013    | 2014    |
| Населення | ▼30 552 | ▼26 509 | ▼26 397 | ▼25 884 | ▼25 391 | ▼24 743 |

## Адміністративний устрій району
Станом на 2010 рік до складу району входять 17 сільських поселень, в складі яких — 33 населених пункти:
1. Андрієвське сільське поселення — адміністративний центр село Андрієвка; село Богословка.
2. Анновське сільське поселення — адміністративний центр село Анновка; села: Большеозерка та Вишневка.
3. Березовське сільське поселення — адміністративний центр село Березовка.
4. Дмитрієвське сільське поселення — адміністративний центр село Дмитрієвка.
5. Єрковецьке сільське поселення — адміністративний центр село Єрковці; село Черкасівка
6. Івановське сільське поселення — адміністративний центр село Івановка; села: Вознесеновка, Крещеновка, Лугове, Успеновка.
7. Костянтиноградовське сільське поселення — адміністративний центр село Костянтиноградовка.
8. Ніколаєвське сільське поселення — адміністративний центр село Ніколаєвка; село Новопокровка.
9. Новоолексієвське сільське поселення — адміністративний центр село Новоолексіївка; село Ракитне.
10. Новоівановське сільське поселення — адміністративний центр село Середньобіле; село Польове.
11. Петропавловське сільське поселення — адміністративний центр село Петропавлівка.
12. Правовосточне сільське поселення — адміністративний центр село Правовосточне; села: Некрасовка, Садове.
13. Приозерне сільське поселення — адміністративний центр село Сонячне; село Надєждинське.
14. Семиозерське сільське поселення — адміністративний центр село Семиозерка.
15. Середньобільське сільське поселення — адміністративний центр село Середньобіла; село Приозерне.
16. Троїцьке сільське поселення — адміністративний центр село Троїцьке.
17. Черемховське сільське поселення — адміністративний центр село Черемхове; село Богородське.

## Економіка
Івановський район — сприятливий сільськогосподарський район Амурської області, раніше був одним з основних постачальників продукції рільництва і тваринництва не тільки в Амурській області, але і на всьому Далекому Сході.
Основними виробниками сільськогосподарської продукції в районі є 24 колективних господарства і 133 селянсько-фермерських господарства. Сільгосппідприємства та СФГ спеціалізуються в основному на виробництві зернових культур і сої. Вони обробляють 126,8 тисячі гектарів ріллі. Загальна посівна площа становить 91 тисячу гектарів, з них під зерновими культурами перебуває 24 тисячі гектарів, 19,3 тисячі гектарів займають кормові культури. Всіма категоріями господарств у районі виробляється близько 40 тисяч тонн зерна, приблизно 35 тисяч тонн сої, 50-60 тисяч тонн картоплі, 8-10 тисяч тонн овочів, збирається 13 тисяч тонн сіна.